# Owca i konie
Owca i konie (avis akvāsas ka, łac. ovis equusque) – tytuł krótkiego opowiadania w zrekonstruowanym języku praindoeuropejskim.
Oryginalnym autorem tego opowiadania był August Schleicher, który napisał je i opublikował w 1868. Schleicher był pierwszym uczonym, który napisał jakikolwiek tekst w języku praindoeuropejskim.

## Wersje opowiadania

### Wersja Schleichera (1868)
Avis akvāsas ka
Avis, jasmin varnā na ā ast, dadarka akvams, tam, vāgham garum vaghantam, tam, bhāram magham, tam, manum āku bharantam. Avis akvabhjams ā vavakat: kard aghnutai mai vidanti manum akvams agantam. Akvāsas ā vavakant: krudhi avai, kard aghnutai vividvant-svas: manus patis varnām avisāms karnauti svabhjam gharmam vastram avibhjams ka varnā na asti. Tat kukruvants avis agram ā bhugat.

### Wersja Hirta (1939)
Owis ek’wōses-kʷe
Owis, jesmin wьlənā ne ēst, dedork’e ek’wons, tom, woghom gʷьrum weghontm̥, tom, bhorom megam, tom, gh’ьmonm̥ ōk’u bherontm̥. Owis ek’womos ewьwekʷet: k’ērd aghnutai moi widontei gh’ьmonm̥ ek’wons ag’ontm̥. Ek’wōses ewьwekʷont: kl’udhi, owei!, k’ērd aghnutai vidontmos: gh’ьmo, potis, wьlənām owjôm kʷr̥neuti sebhoi ghʷermom westrom; owimos-kʷe wьlənā ne esti. Tod k’ek’ruwos owis ag’rom ebhuget.

### Wersja Lehmanna i Zgusty (1979)
Owis eḱwōskʷe
Gʷərēi owis, kʷesjo wl̥hnā ne ēst, eḱwōns espeḱet, oinom ghe gʷr̥um woǵhom weǵhontm̥, oinomkʷe meǵam bhorom, oinomkʷe ǵhm̥enm̥ ōḱu bherontm̥. Owis nu eḱwobh(j)os (eḱwomos) ewewkʷet: "Ḱēr aghnutoi moi eḱwōns aǵontm̥ nerm̥ widn̥tei". Eḱwōs tu ewewkʷont: "Ḱludhi, owei, ḱēr ghe aghnutoi n̥smei widn̥tbh(j)os (widn̥tmos): nēr, potis, owiōm r̥ wl̥hnām sebhi gʷhermom westrom kʷrn̥euti. Neǵhi owiōm wl̥hnā esti". Tod ḱeḱluwōs owis aǵrom ebhuget.

### WersjaDanki(1986)
Owis ek’woi kʷe
Owis, jesmin wl̥nā ne ēst, dedork’e ek’wons woghom gʷr̥um weghontn̥s - bhorom meg'əm, monum ōk’u bherontn̥s. Owis ek’wobhos eweukʷet: K’erd aghnutai moi widn̥tei g’hm̥onm̥ ek’wons ag’ontm̥. Ek’woi eweukʷont: K’ludhi, owi, k’erd aghnutai dedr̥k'usbhos: monus potis wl̥nām owiōm temneti: sebhei ghʷermom westrom - owibhos kʷe wl̥nā ne esti. Tod k’ek’luwōs owis ag’rom ebhuget.
Tłumaczenie polskie prof. I. R. Danki (1986, s. 59): 
Owca i konie.
Owca, na której wełny nie było, ujrzała konie wóz ciężki wiozące - ciężar wielki, człowieka szybko niosące. Owca koniom zawołała: Serce trwoży się mi widzącej człowieka konie poganiającego. Konie zawołały: Słuchaj, owco, serce trwoży się ujrzawszy: człowiek-pan wełnę owcom ścina: sobie na ciepłą odzież - a owce wełny nie mają. To usłyszawszy owca z pola uciekła.

### Wersja Adamsa (1997)
H2óu̯is h1ék̂u̯ōs-kʷe
[Gʷr̥hxḗi] h2óu̯is, kʷési̯o u̯lh2néh4 ne (h1é) est, h1ék̂u̯ons spék̂et, h1oinom ghe gʷr̥hxúm u̯óĝhom u̯éĝhontm̥ h1oinom-kʷe ĝ méĝham bhórom, h1oinom-kʷe ĝhménm̥ hxṓk̂u bhérontm̥. h2óu̯is tu h1ek̂u̯oibh(i̯)os u̯eukʷét: 'k̂ḗr haeghnutór moi h1ék̂u̯ons haéĝontm̥ hanérm̥ u̯idn̥téi. h1ék̂u̯ōs tu u̯eukʷónt: 'k̂ludhí, h2óu̯ei, k̂ḗr ghe haeghnutór n̥sméi u̯idn̥tbh(i̯)ós. hanḗr, pótis, h2éu̯i̯om r̥ u̯l̥h2néham sebhi kʷr̥néuti nu gʷhérmom u̯éstrom néĝhi h2éu̯i̯om u̯l̥h2néha h1ésti.' Tód k̂ek̂luu̯ṓs h2óu̯is haéĝrom bhugét.

### WersjaKortlandta(2007)
ʕʷeuis ʔkeuskʷe
ʕʷeuis iosmi ʕuelʔn neʔst ʔekuns ʔe 'dērkt, tom 'gʷrʕeum uogom ugentm, tom m'geʕm borom, tom dgmenm ʔoʔku brentm. ʔe uēukʷt ʕʷeuis ʔkumus: kʷntske ʔmoi kērt ʕnerm ui'denti ʔekuns ʕ'gentm. ʔe ueukʷnt ʔkeus: kludi ʕʷuei, kʷntske nsmi kērt ui'dntsu: ʕnēr potis ʕʷuiom ʕulʔenm subi gʷormom uestrom kʷrneuti, ʕʷuimus kʷe ʕuelʔn neʔsti. To'd kekluus ʕʷeuis ʕe'grom ʔe bēu'gd.

### Wersja Lühra (2008)
h₂ówis h₁ék’wōskʷe
h₂ówis, (H)jésmin h₂wlh₂néh₂ ne éh₁est, dedork’e (h₁)ék’wons, tóm, wóg’ʰom gʷérh₂um wég’ʰontm, tóm, bʰórom még’oh₂m, tóm, dʰg’ʰémonm h₂oHk’ú bʰérontm. h₂ówis (h₁)ék’wobʰos ewewkʷe(t): k’ḗrd h₂gʰnutoj moj widntéj dʰg’ʰmónm (h₁)ék’wons h₂ég’ontm. (h₁)ék’wōs ewewkʷ: k’ludʰí, h₂ówi! k’ḗrd h₂gʰnutoj widntbʰós: dʰg’ʰémō(n), pótis, h₂wlnéh₂m h₂ówjom kʷnewti sébʰoj gʷʰérmom wéstrom; h₂éwibʰoskʷe h₂wlh₂néh₂ né h₁esti. Tód k’ek’luwṓs h₂ówis h₂ég’rom ebʰuge(t).

### Wersja Voylesa i Barracka (2009)
Owis eḱwōs kʷe
Owis, jāi wl̥nā ne eest, dedorḱe eḱwons, tom woǵʰom gʷr̥um weǵʰontm̥, tom bʰorom meǵm̥, tom ǵʰm̥onm̥ ōku bʰerontm̥. Owis eḱwobʰjos eweket: “Ḱerd angʰetai moi widontei ǵʰm̥onm̥ eḱwons aǵontm̥”. Eḱwos wewekur: “Ḱludʰe, owei! Ḱerd angʰetai widontbʰjos: ǵʰm̥on, potis, wl̥nam owijōm kʷr̥neti soi gʷʰermom westrom; owibʰjos kʷe wl̥nā ne esti”. Tod ḱeḱlōts owis aǵrom ebʰuget.

### Wersja Melcherta (2009)
H₂ówis (h₁)ék̂wōs-kʷe
h₂áwej josméj h₂wl̥h₁náh₂ né h₁ést, só h₁ék̂woms derk̂t. só gʷr̥hₓúm wóĝhom wéĝhet; méĝh₂m̥ bhórom; só (dh)gĥémonm̥ h₂ṓk̂u bhéret. h₂ówis h₁ék̂wojbh(j)os wéwk(ʷ)et: (dh)ĝhémonm̥ spék̂joh₂ h₁ék̂ʷoms-kʷe h₂éĝeti, k̂ḗr moj aglmutór. h₁ék̂wōs tu wéwkʷont: k̂ludhí, h₂owei! tód spék̂jomes/n, n̥sméi aghnutór k̂ḗr: (dh)ĝhémō pótis sē h₂áwjōm h₂wl̥h₁nā́h₁ gʷhérmom wéstrom (h₁)wébht, h₂áwibh(j)os tu h₂wl̥h₁náh₂ né h₁ésti. tód k̂ek̂luwṓs h₂ówis h₂aĝróm bhugét.

### Wersja Byrda (2013)
H₂óu̯is h₁éḱu̯ōs-kʷe
h₂áu̯ei̯ h₁i̯osméi̯ h₂u̯l̥h₁náh₂ né h₁ést, só h₁éḱu̯oms derḱt. só gʷr̥hₓúm u̯óǵʰom u̯eǵʰed; só méǵh₂m̥ bʰórom; só dʰǵʰémonm̥ h₂ṓḱu bʰered. h₂óu̯is h₁ékʷoi̯bʰi̯os u̯eu̯ked: “dʰǵʰémonm̥ spéḱi̯oh₂ h₁éḱu̯oms-kʷe h₂áǵeti, ḱḗr moi̯ agʰnutor”. h₁éḱu̯ōs tu u̯eu̯kond: “ḱludʰí, h₂ou̯ei̯! tód spéḱi̯omes, n̥sméi̯ agʰnutór ḱḗr: dʰǵʰémō, pótis, sē h₂áu̯i̯es h₂u̯l̥h₁náh₂ gʷʰérmom u̯éstrom u̯ept, h₂áu̯ibʰi̯os tu h₂u̯l̥h₁náh₂ né h₁esti. tód ḱeḱluu̯ṓs h₂óu̯is h₂aǵróm bʰuged.

### Wersja Adamsa - tłumaczenie na polski
Owca i konie
Na wzgórzu owca, która nie miała wełny, zobaczyła konie; jeden ciągnął ciężki wóz, drugi dźwigał wielki ładunek, a trzeci wiózł szybko człowieka. Owca rzekła do koni: „Serce mnie boli, widząc, co człowiek nakazuje robić koniom”. Konie odpowiedziały: „Słuchaj, owco, serca nas bolą, kiedy widzimy, jak człowiek, pan, zabiera twoją wełnę na płaszcz dla samego siebie. I owca nie ma wełny”. Usłyszawszy to, owca pobiegła przez równinę.

## W kulturze popularnej
Rekonstruowany język praindoeuropejski został użyty w dialogu między ludźmi a obcym w filmie Ridleya Scotta pt. Prometeusz z 2012 roku. We wcześniejszej scenie android, ucząc się PIE, korzysta z opowiadania Owca i Konie.